# L’histoire de Souleymane
L’histoire de Souleymane (internationaler Filmtitel: Souleymane’s Story) ist ein französischer Spielfilm von Boris Lojkine aus dem Jahr 2024. Das Drama begleitet zwei Tage einen guineischen Fahrradlieferanten in Paris, der kurz vor der Anhörung zu seinem Asylantrag steht. Die Hauptrolle übernahm der Laiendarsteller Abou Sangare. Das Werk wurde im Mai 2024 beim Filmfestival von Cannes uraufgeführt und mehrfach preisgekrönt. Ein regulärer Kinostart in Frankreich fand Anfang Oktober desselben Jahres statt.

## Handlung
Der aus Guinea stammende Souleymane ist für ein besseres Leben nach Europa gegangen. In Paris verdient er sich seinen Lebensunterhalt als Fahrradlieferant. In schnellem Tempo rast er tagsüber durch die Straßen der französischen Hauptstadt, um Essen auszuliefern. Während der Arbeit ist Souleymane den Launen der wohlhabenden Kunden und den Abhängigkeiten innerhalb der migrantischen Gemeinschaft ausgeliefert. Abends muss er den letzten Bus bekommen, um zu seiner Notunterkunft zu gelangen. Gleichzeitig muss er sich auf die Anhörung für seinen Asylantrag beim Amt vorbereiten. Immer wieder geht er eine Geschichte durch, die nicht seine eigene ist, um an einen Aufenthaltstitel zu gelangen.

## Veröffentlichung und Rezeption
Die Weltpremiere von L’histoire de Souleymane erfolgte am 19. Mai 2024 in der Nebensektion Un Certain Regard des Filmfestivals von Cannes. Bis Januar 2025 gelangte der Film ins Programm von mehr als einem Dutzend internationalen Filmfestivals, darunter Karlovy Vary, Jerusalem, Haugesund, Angoulême, Toronto, Reykjavík, Leiden, Thessaloniki, Stockholm, Hamburg, Taiwan und Palm Springs.
Am 9. Oktober 2024 lief der Film im Verleih von Pyramide Distribution in den französischen Kinos an. Dort erreicht der Film ein Publikum von 538.630 Zuschauern. Eine VOD-Veröffentlichung ist ab 13. Februar 2025 geplant.
Im französischen Kritikenspiegel der Website AlloCiné erhielt L’histoire de Souleymane eine Bewertung von 4,1 von 5 möglichen Sternen.

## Auszeichnungen
L’histoire de Souleyman wurde in der Filmpreissaison 2024/25 für mehr als 20 internationale Film- und Festivalpreise nominiert, von denen das Werk bisher neun gewinnen konnte. Neben dem Jury- und Darstellerpreis der Sektion Un Certain Regard beim Filmfestival von Cannes 2024 folgte unter anderem im selben Jahr der Gewinn von zwei Europäischen Filmpreisen für Hauptdarsteller Abou Sangare und die Tontechniker Samuel Aïchoun, Rodrigo Diaz, Pierre Bariaud, Marc-Olivier Brullé und Charlotte Butrak.
Im Jahr 2025 wurde bei der Verleihung der Prix Lumières dem Film abermals der Darstellerpreis für Sangare zuerkannt, während beim César im selben Jahr vier gewonnene Preise folgten (Bestes Originaldrehbuch – Delphine Agut & Boris Lojkine, Beste Nebendarstellerin – Nina Meurisse, Bester Nachwuchsdarsteller – Abou Sangere, Bester Schnitt – Xavier Sirven).